# Paul Raven
Paul Vincent Raven (16 de enero de 1961-20 de octubre de 2007) fue un músico británico, reconocido por su trabajo con la agrupación de post-punk Killing Joke y con las bandas de metal industrial Prong, Ministry y Zilch. Falleció a causa de un ataque cardíaco mientras dormía el 20 de octubre de 2007 en Ginebra, Suiza, donde se encontraba trabajando con el vocalista de Treponem Pal, Marco Neves.

## Discografía

### Killing Joke
- 1983 - Fire Dances
- 1985 - Night Time
- 1986 - Brighter than a Thousand Suns
- 1988 - Outside the Gate
- 1989 - The Courtauld Talks
- 1990 - Extremities, Dirt & Various Repressed Emotions
- 2003 - Killing Joke
- 2006 - Hosannas from the Basements of Hell

### Prong
- 1994 - Cleansing
- 1997 - Rude Awakening

### Ministry
- 2006 - Rio Grande Blood
- 2007 - The Last Sucker

### Pigface
- 1992 – Fook

### Zilch
- 1998 – 3.2.1.

### Murder, Inc.
- 1992 - Murder, Inc.